# Floresorchestia amphawaensis
Floresorchestia amphawaensis — вид бокоплавів родини Talitridae. Описаний у 2022 році.

## Поширення
Ендемік Таїланду. Виявлений у лимані Ампхава у дельті річки Меклонг в окрузі Ампхава у провінції Самутсонгкхрам. Прибережний вид, мешкає поблизу сільськогосподарських та міських територій.